# De wraakgodin
De wraakgodin is een detective- en misdaadverhaal geschreven door Agatha Christie. Het werk verscheen initieel in 1970 onder de titel Nemesis en werd uitgegeven door de Britse Collins Crime Club. In de Verenigde Staten werd het hetzelfde jaar uitgegeven door Dodd, Mead and Company. Een Nederlandstalige versie wordt uitgegeven door Luitingh-Sijthoff.

## Verhaal
Voordat miljonair Jason Rafiel stierf, gaf hij zijn advocaten de opdracht om Miss Marple te contacteren en haar enkele tips te geven om een niet-nader beschreven crimineel incident te onderzoeken. Wanneer zij slaagt, zal ze 20.000 Britse Pond als beloning krijgen. Om die tips te vergaren, zal ze een meerdaagse groepsreis moeten ondernemen - opgesteld door Rafiel - naar allerhande bekende Britse huizen en tuinen. Van Elizabeth Temple verneemt ze dat Verity verloofd was met Jasons' zoon Michael, maar dat de bruiloft niet doorging.
In de tuin van de zussen Lavine, Clotilde en Anthea treft miss Marple een serre aan die overwoekerd is met Chinese bruidssluier. Volgens de tuinman kwam Verity inwonen toen haar ouders stierven en had ze een hechte band met Clotilde. Verity is onlangs brutaal vermoord en Michael verblijft in de gevangenis als de dader.
Miss Temple - een van de deelneemsters - belandt in het ziekenhuis nadat ze tijdens een wandeltocht getroffen werd door een neervallend rotsblok. Een andere deelnemer - Professor Wanstead - werd door Jason gevraagd een profiel op te stellen van Michael. Volgens hem is Michael niet in staat om een moord te plegen, maar komt tot de conclusie dat er ook iets is gebeurd met Nora Broad. Miss Marple zoekt miss Temple op in het ziekenhuis en krijgt instructie om de moord op Verity verder te onderzoeken. Temple overlijdt niet veel later aan haar verwondingen.
Miss Marple krijgt daarop bezoek van aartsbisschop Brabazon. Hij zou Verity en Michael in de echt verbinden tijdens een geheime ceremonie, maar geen van beiden daagde op.
Miss Marple gaat terug naar de drie zussen waar ze door Clotilde warme melk wordt aangeboden. Clotilde vermoordde Verity omdat ze het niet kon verdragen dat Verity voor Michael koos. Ze verborg het lijk in de serre. Daarna vermoordde ze Nora Broad op gruwelijke wijze waardoor ze onherkenbaar was. Ze deed iedereen geloven dat dat lijk Verity was en dat Michael de moordenaar is. Miss Temple werd vermoord aangezien ze te dicht bij de waarheid kwam. Daarop drinkt Clotilde de melk op die ze vergiftigd had in de hoop dat miss Marple deze zou opdrinken. Michael wordt vrijgesproken en miss Marple strijkt de beloning op.

## Adapaties
- In 1987 maakte de BBC een tweedelige miniserie van het verhaal met Joan Hickson als miss Marple. Er zijn enkele wijzigingen in het verhaal: Miss Temple wordt geraakt door een stenen buste die van een balkon wordt geduwd, Michael zit niet in de gevangenis omwille van gebrek aan bewijs en een aantal personages werden toegevoegd of verwijderd.
- In 2007 verfilmde ITV het verhaal voor hun reeks Agatha Christie's Marple met Geraldine McEwan als miss Marple. Er werden heel wat wijzigingen aangebracht: zo zijn de drie zussen kloosternonnen. Verity wordt vermoord omdat ze het klooster wil verlaten om te trouwen met Michael. Clotilde wikkelt Verity volledig in verbanden en maakt iedereen wijs dat het een ongekende soldaat is. Ze leest in de krant over een missende persoon: Martin Waddy waarop ze een andere soldaat met geheugenverlies wijsmaakt dat hij Waddy is. Clotilde pleegt zelfmoord met behulp van een speer die onderdeel is van een heiligenbeeld.